# (1351) Узбекистания
(1351) Узбекистания (лат. Uzbekistania) — астероид главного пояса, который был открыт 5 октября 1934 года (по данным «Национальной энциклопедии Узбекистана» — в начале 1940-х годов) в Симеизской обсерватории советским астрономом Григорием Неуйминым, работавшим на Китабской международной широтной станции, и назван в честь Узбекистана.

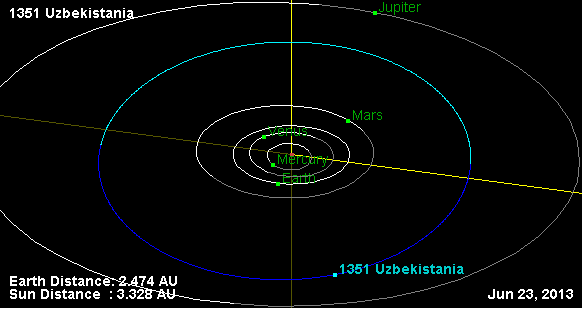
Орбита астероида Узбекистания и его положение в Солнечной системе